# Ардара (Ірландія)
Ардара (англ. Ardara; ірл. Ard an Rátha) — село в Ірландії, знаходиться в графстві Донегол (провінція Ольстер).

## Демографія
Населення — 564 людини (за даними перепису 2006 року). В 2002 році населення складало 578 людей. 
Дані перепису 2006 року:
| Загальні демографічні показники' |               |                           |                           |      |      |
| Усе населення                    | Усе населення | Зміни населення 2002-2006 | Зміни населення 2002-2006 | 2006 | 2006 |
| 2002                             | 2006          | люд.                      | %                         | чол. | жін. |
| 578                              | 564           | -14                       | -2,4                      | 268  | 296  |